# Тормон
Тормон (ісп. Tormón) — муніципалітет в Іспанії, у складі автономної спільноти Арагон, у провінції Теруель. Населення — 32 особи (2010).
Муніципалітет розташований на відстані близько 200 км на схід від Мадрида, 26 км на південний захід від міста Теруель.

## Демографія
Динаміка населення (INE ):